# Denis Calvaert
Denis Calvaert (Antuérpia, 1540 — Bolonha, 16 de abril de 1619) foi um pintor flamengo do maneirismo. Também referido como Denys Calvaert ou ainda Denijs Calvaert.
Criou seu próprio ateliê em 1526 e começou a lecionar artes para jovens mentes. Tinha um temperamento muito forte, e arranjou várias brigas com um de seus discípulos, Guido Reni.